# لیشنیتسا
شهر لیشنیتسا (به روسی: Љешница) در کشور مونته‌نگرو واقع شده‌است. جمعیت این شهر ۱٬۲۷۰ نفر  است.